# Pietro Simone Agostini
Pietro Simone Agostini, také Piersimone Agostini, (* okolo 1635? Forli – 1. října 1680 Parma) byl italský skladatel.

## Život
Piersimone Agostini vedl poněkud dobrodružný život. Ze svého rodného města byl vykázán kvůli účasti na případu vraždy. Vstoupil do vojenských služeb a zúčastnil se na Krétě bojů mezi Benátskou republikou a Osmanskou říší. Zřejmě si vedl dobře, neboť byl vyznamenán papežským Řádem zlaté ostruhy.
Hudbu studoval u Giovanni Battista Mazzaferrata ve Ferraře. První úspěchy jako skladatel měl Agostini v Janově, kde byly uvedeny dvě jeho opery. Další dvě opery zkomponoval pro Teatro Ducale v Miláně. Opět se však projevila jeho divoká povaha a pro nemorální chování, byl vykázán z Janova a přestěhoval se do Říma.
Po úspěšném uvedení jeho oper v Římě, jej kardinál Giovanni Battista Pamphili (1648–1709, pozdější papež Inocenc X.) jmenoval ředitelem kůru v kostele Sant’Agnese in Agone. Vzhledem k nedostatku objednávek na další opery opustil Řím a od září 1697 se stal kapelníkem na dvoře parmského vévody Ranuccia II. a také kapelníkem v chrámu Basilica di Santa Maria della Steccata.
Zemřel náhle 1. října 1680.

## Dílo
Agostini napsal celkem osm oper, z nichž některé byly ztraceny. Dále zkomponoval dvě oratoria: Il Primo miracolo di S. Antonio a Il Secondo miracolo di S. Antonio pro 4 hlasy, sbor a orchestr, jejichž rukopisy jsou zachovány v Biblioteca Estense v Modeně a řadu chrámových skladeb. Mezi jeho nejlepší díla patří však 30 světských kantát ve stylu Alessandra Stradelly .

### Opery
- Il Tolomeo (1658 Benátky)
- La regina Floridea (pouze 3. jednání, libreto P. Manni, 1669, Milán)
- Argia, principessa di Negroponte (libreto P. Mauri, 1669, Milán),
- Ippolita reina delle amazzoni (pouze 2. jednání, libreto Carla Maria Maggi, 1670, Milán)
- Eliogabalo (libreto Aurelio Aureli, 1670, Janov)
- La costanza di Rosmonda (libreto Aurelio Aureli, 1670 Janov)
- Gl'inganni innocenti ovvero L'Adalinda (libreto Giovanni Filippo Apolloni, 1673 Ariccia)
- Il ratto delle Sabine (libreto Giacomo Francesco Busani, 1680, Teatro San Giovanni Cristostomo, Benátky)